# Penisola di Rhuys

Il Golfo di Morbihan, a sud la penisola di Rhuys

La penisola di Rhuys è una penisola che estende nell'oceano della baia di Quiberon, limitando a sud il golfo di Morbihan, e che si trova nell'omonimo dipartimento, in Bretagna.

## Toponimo
Il linguista Léon Fleuriot spiega che il toponimo Rhuys, che indicava un pagus nel VI secolo (menzionato con il termine Reuuisii pagus), deriva dall'antico bretone Ro-Wid-T, che significa "di bell'aspetto". Il nome di questo pagus potrebbe quindi derivare da un antroponimo.

## Geografia
La penisola di Rhuys è una lingua di terra collegata alla costa della Bretagna meridionale. Chiude il golfo del Morbihan. Si trova di fronte alle isole di Houat e Hoëdic, nonché alla penisola di Quiberon.
Il suo territorio ha la forma di un rettangolo massiccio estendentesi nell'Atlantico e terminando a sua volta con una piccola penisola, territorio del comune di Arzon. Il suolo è costituito prevalentemente da scisti e graniti. La costa oceanica differisce molto da quella interna al golfo, alternandosi nella prima lunghe spiagge e punti rocciosi, mentre nella seconda il tratto costiero è più frastagliato, con un minor numero di spiagge sabbiose e ove sono presenti piane di marea. Il suo punto più alto non supera i 50 m s.l.m.. La superficie totale misura circa 105 km².
Sulla penisola vi sono cinque comuni:
- Sarzeau, il più grande (il suo territorio ricopre il 62 % della superficie della penisola) ed è capoluogo del cantone
- Arzon, di cui fan parte Crouesty e Port-Navalo
- Saint-Armel, scorporato da Sarzeau nel XIX secolo
- Saint-Gildas-de-Rhuys, scorporato da Sarzeau nel XIX secolo
- Le Tour-du-Parc, scorporato da Sarzeau nel XIX secolo

Alcuni credono che si possano aggiungere Noyalo e Le Hézo.

## Ecologia

Sarzeau e la penisola di Rhuys fanno parte a livello regionale della cintura leucogranitica della Francia occidentale.

I paleoambienti di questa regione sono parzialmente conosciuti grazie all'archeopaleontologia e alla palinologia. Essi sono cambiati notevolmente con le variazioni del livello del mare e perché gli estuari e le paludi marittime della Bretagna hanno spesso conformazioni che favoriscono l'insabbiamento. La grande complessità della linea di costa (ecotono) e la diversità degli ambienti originari rendono la penisola un luogo di interesse potenziale in termini di ecopotenzialità e rete ecologica. È in corso un inventario preliminare della biodiversità, sotto l'egida della comunità di comuni della Presqu'île de Rhuys (CCPR) e del parco naturale regionale del golfo del Morbihan. Ad esempio, tra il 2015 e il 2018, è stato avviato un monitoraggio del rospo calamita e del pelodite punteggiato, due specie bioindicatrici. I paesaggi sono cambiati da molto tempo a causa della presenza umana, prima dal Neolitico al Medioevo e ancor più nel XX secolo, a seguito dello sviluppo turistico e della nautica, che ha provocato tensioni sul territorio. Il litorale è periodicamente colpito da maree verdi o fioriture algali. Dopo un lungo periodo di arretramento, i paesaggi forestali sono in fase di recupero, come in molte altre regioni, ma localmente con un fenomeno di resinificazione o artificializzazione della gestione forestale.

## Clima
Il clima della penisola di Rhuys è quello del golfo di Morbihan, ma le precipitazioni sono più copiose sulla penisola sulle altre coste del golfo; solo la piccola penisola alla sua estremità che forma il territorio di Arzon ha valori di precipitazioni praticamente uguali a quelli del golfo stesso.
Mentre in Europa (e nelle sue regioni ultraperiferiche) un numero crescente di isole e territori avvertono gli effetti del cambiamento climatico, la penisola è stata scelta, insieme ad altri quattro territori considerati rappresentativi, come oggetto di studio dal progetto europeo CoCliServ (Co-sviluppo di servizi climatici su scala territoriale). Questo progetto cerca soluzioni per rispondere alle esigenze delle comunità locali di fronte al cambiamento climatico, come l'innalzamento del livello del mare, la maggiore frequenza delle tempeste, i futuri bisogni di mobilità, e altro ancora.

## Porti
La penisola conta due porti turistici: Port-Navalo, all'estremità della penisola, nel territorio del comune di Arzon, e di Port du Logéo, nel territorio comunale di Sarzeau.